# Бодяса (Ботошань)
Бодяса (рум. Bodeasa) — село у повіті Ботошані в Румунії. Адміністративно підпорядковане місту Севень.
Село розташоване на відстані 398 км на північ від Бухареста, 31 км на північний схід від Ботошань, 103 км на північний захід від Ясс.

## Населення
За даними перепису населення 2002 року у селі проживали 465 осіб, усі — румуни. Усі жителі села рідною мовою назвали румунську.